# روس سنكلير (فنان)
روس سنكلير (بالإنجليزية: Ross Sinclair)‏ هو فنان بريطاني، ولد في 1966.